# Powiat Pabianicki
Der Powiat Pabianicki ist ein Powiat (Kreis) mit 119.000 Einwohnern und gehört zur Woiwodschaft Łódź in Polen. Seine Fläche umfasst 490,77 km² und besteht zu 63 Prozent aus Ackerland, v. a. in der Gegend um Lutomiersk und Dobroń, 26 Prozent sind bewaldet. 
Der größte Aufschwung erfolgte im 19. Jahrhundert, als sich die Baumwoll- und Textilindustrie entwickelte. Heute gibt es industrielle Betriebe in den Bereichen Pharmazie, Elektrotechnik, Mechanik, Baumwollverarbeitung und Nahrungsmittel. Standorte sind v. a. Pabianice und das benachbarte Ksawerow, wo sich auch der Łódźer Großhandelsmarkt befindet. Hier werden auf einem der modernsten Märkte dieser Art in Polen Produkte aus Landwirtschaft und Nahrungsmittelproduktion verkauft. Der Powiat leidet (noch) unter schweren Umweltproblemen, Klärwerke sind im Rahmen der EU-Verträge in Planung beziehungsweise im Bau.

## Gemeinden
Zum Powiat Pabianice gehören sieben Gemeinden, davon zwei Stadtgemeinden, eine Stadt-und-Land-Gemeinde und vier Landgemeinden.

### Stadtgemeinden
- Konstantynów Łódzki
- Pabianice

### Stadt-und-Land-Gemeinde
- Lutomiersk

### Landgemeinden
- Dłutów
- Dobroń
- Ksawerów
- Pabianice